# Kuusalu (obec)
Obec Kuusalu (estonsky Kuusalu vald) je samosprávná obec náležející do estonského kraje Harjumaa. Obec ve své současné podobě byla vytvořena roku 2005 spojením dosavadních obcí Kuusalu a Loksa.

## Obyvatelstvo
Obec sdružuje tři městečka (Kuusalu, Kiiu a Kolga) a 64 vesnic (Allika, Andineeme, Aru, Haavakannu, Hara, Hirvli, Ilmastalu, Joaveski, Juminda, Kaberla, Kahala, Kalme, Kasispea, Kemba, Kiiu-Aabla, Kodasoo, Koitjärve, Kolga-Aabla, Kolgaküla, Kolgu, Kosu, Kotka, Kupu, Kursi, Kuusalu, Kõnnu, Külmaallika, Leesi, Liiapeksi, Loksa, Murksi, Mustametsa, Muuksi, Mäepea, Nõmmeveski, Pala, Parksi, Pedaspea, Pudisoo, Põhja, Pärispea, Rehatse, Rummu, Salmistu, Saunja, Sigula, Soorinna, Suru, Suurpea, Sõitme, Tammispea, Tammistu, Tapurla, Tsitre, Turbuneeme, Tõreska, Uuri, Vahastu, Valgejõe, Valkla, Vanaküla, Vihasoo, Viinistu a Virve). Správním centrem obce je městečko Kuusalu, podle něhož je celá obec pojmenována.